# Hannes Wader: Volkssänger
Hannes Wader: Volkssänger ist ein Album des Liedermachers und Sängers Hannes Wader aus dem Jahre 1975.

## Entstehung und Bedeutung
Schon 1974 hatte sich Hannes Wader in seinem Album Plattdeutsche Lieder mit den Liedern des Volkes auseinandergesetzt. Dies tat er auch mit den Alben Hannes Wader singt Arbeiterlieder von 1977 und Hannes Wader singt Shanties von 1978. In diese Kategorie ist auch das 1990 erschienene Album Hannes Wader singt Volkslieder einzuordnen. Diese Art Liedgut war für Wader nicht neu, denn er war schon mit derartiger Musik aufgewachsen. Es gab damals viel Kritik, dass ausgerechnet der politisch linksstehende Wader nun auch Volkslieder singen würde.

## Titelliste
1. Trotz alledem – 3:12
2. Wie schön blüht uns der Maien – 2:23
3. Das Notabene – 1:30
4. Wo soll ich mich hinwenden – 2:49
5. Der Kuckuck – 1:45
6. Die freie Republik – 2:32
7. So trolln wir uns – 2:41
8. Das Bürgerlied – 2:56
9. Wilde Schwäne – 3:17
10. König von Preußen – 3:15
11. Weile an dieser Quelle – 2:34
12. Der Winter ist vergangen – 2:47
13. Freifrau von Droste-Vischering – 3:11
14. Es geht eine dunkle Wolke – 1:57
15. Der Bollmann – 3:50

## Besonderheiten
Hannes Wader singt auf diesem Album erstmals den Titel „Trotz alledem“, ein traditionelles Arbeiterlied. Auf seinem Album Hannes Wader singt Arbeiterlieder (1977) singt er diesen Titel ebenfalls, aber mit einem von ihm selbstgeschriebenen und den aktuellen politischen Verhältnissen angepassten Text. Eine weitere, nochmals aktualisierte Version ist auf dem 2006 erschienenen Album Mal angenommen zu finden.
Mit den Liedern „So trollen wir uns“, „Das Notabene“ und „Weile an dieser Quelle“ bringt Hannes Wader erstmals Titel von Carl Michael Bellman, dem schwedischen Rokokodichter. Dem folgte 1996 das Album Liebe, Schnaps, Tod – Wader singt Bellman.